# Dracaeneae
Dracaeneae je tribus šparogovki od dva roda, dio potporodice Nolinoideae. Tipični rod je Dracaena sa 206 vrsta
Rod Chrysodracon P.L.Lu & Morden ponekad se smatra sinonimom za Dracaena.

## Rodovi
1. Dracaena Vand. (206 spp.)
2. Chrysodracon P. L. Lu & Morden (6 spp.)